# 風花 (バンド)
風花（ふうか）は日本の4人組ロックバンド。

## 概要
2004年5月、ミズマケンジ、Kakky、チョリソー越石、香深井ヒロキの4人で結成。バンド名の「風花」にはアコースティックサウンドで風景を音にするというバンドコンセプトが表現されており、ギターボーカルのミズマが故郷京都の情景をイメージしてつけたものだという。結成後は東京や千葉を拠点に、ライブハウスなどで活動した。2005年6月、自主制作CD「幼い頃見上げたあの空は大人になればとどくと思ってた」をリリース。2006年2月に拠点を関西へ移動。2007年4月にビルウェル株式会社グラウンドレコーズに所属し、7月にミニアルバム『青い花』をリリースした。2008年に拠点を関東に戻す。
2009年、ユニバーサル・インターナショナルが設立したレーベルDelicious Deli Recordsの第一弾アーティストとしてメジャーデビュー。デビュー曲の「サクラサクナ」は全国総合エアプレイ・チャートで20位（邦楽/2009年2月18日付）にランクインしたほか、バラエティ番組『ルート88』（日本テレビ系列）のエンディングテーマに採用された。
2009年5月27日に2ndシングル『花咲く日まで』をリリース。表題曲の「花咲く日まで」は、My Spaceとのコラボ企画「みんなで風花の曲を完成させようキャンペーン」で製作され、MySpace上で公開された仮音源を聴いた視聴者の感想を取り入れて完成した。
2010年4月4日のライブをもって無期限活動休止となった。

## メンバー
| 名前           | プロフィール                     | 担当            |
| -------------- | -------------------------------- | --------------- |
| ミズマケンジ   | 1979年7月10日 - 京都府宇治市出身 | ギター ボーカル |
| kakky          | 1980年9月30日 - 京都市伏見区出身 | ギター          |
| チョリソー越石 | 1982年9月24日 - 群馬県富岡市出身 | ベース          |
| 香深井ヒロキ   | 1982年4月28日 - 北海道礼文島出身 | ドラム          |

## ディスコグラフィー

### シングル
| リリース日    | タイトル     | 面 | 収録曲                                          | レーベル               | 規格品番  |
| ------------- | ------------ | -- | ----------------------------------------------- | ---------------------- | --------- |
| 2009年2月18日 | サクラサクナ | 1  | サクラサクナ                                    | Delicious Deli Records | UICV-5001 |
| 2009年2月18日 | サクラサクナ | 2  | 青い花                                          | Delicious Deli Records | UICV-5001 |
| 2009年2月18日 | サクラサクナ | 3  | センキューフォエバー                            | Delicious Deli Records | UICV-5001 |
| 2009年5月27日 | 花咲く日まで | A  | 花咲く日まで                                    | Delicious Deli Records | UICV-5002 |
| 2009年5月27日 | 花咲く日まで | B  | ここにいるからね                                | Delicious Deli Records | UICV-5002 |
| 2009年10月7日 | 冬花火       | 1  | 冬花火                                          | Delicious Deli Records | UICV-5005 |
| 2009年10月7日 | 冬花火       | 2  | 手をつなごう                                    | Delicious Deli Records | UICV-5005 |
| 2009年10月7日 | 冬花火       | 3  | サクラサクナ （アコースティック・ヴァージョン） | Delicious Deli Records | UICV-5005 |

### タイアップ曲
| タイトル     | タイアップ先                                       |
| ------------ | -------------------------------------------------- |
| サクラサクナ | 『ルート88』（日本テレビ系列）のエンディングテーマ |

## 出演

### ラジオ番組
レギュラー番組
- α Station 「FULL BLOOM」 毎週月曜 24:00 - 25:00（2009年1月 - 3月）[1]
- FM AICHI 「今夜もそこそこです。」 毎週土曜 21:00 - 21:30